# Invictus Gaming
Invictus Gaming (IG, às vezes estilizado como iG) é uma organização profissional de esportes eletrônicos chinesa fundada em 2011 pelo empresário Wang Sicong, filho do também empresário e político Wang Jianlin. Possuem equipes em diversos jogos, mas são mais conhecidos pelos seus times de Dota 2, League of Legends e StarCraft II.
A equipe de Dota 2 da Invictus Gaming foi a primeira equipe chinesa a vencer o The International em 2012, recebendo US$ 1 milhão de premiação. Sua equipe de League of Legends venceu o Campeonato Mundial de 2018, e se tornou o primeiro time da China a conquistar o torneio.

## História
A Invictus Gaming foi fundada em 2011 por Wang Sicong, filho de Wang Jianlin, um dos homens mais ricos da China e da Ásia, que comprou a equipe anteriormente conhecida como Catastrophic Cruel Memory (CCM) por cerca de US$ 6 milhões, a fim de promover e melhorar o cenário profissional de esportes eletrônicos na China.

### League of Legends
A Invictus Gaming entrou na cena competitiva de League of Legends em agosto de 2011, comprando a Catastrophic Cruel Memory (CCM), em que conquistaram o qualificatório chinês para o World Cyber Games, onde chegaram até as quartas de final do torneio. Em 2012, venceram o qualificatório chinês para o Campeonato Mundial de League of Legends, sendo o primeiro time da história, junto com a Team WE, a representar a China em um Campeonato Mundial. A IG caiu nas quartas de final para a Moscow Five.
No começo de 2013, a Invictus Gaming se classificou em um torneio para participar da primeira temporada da Tencent Pro League (atualmente League of Legends Pro League). Na temporada de estreia, o time ficou em primeiro lugar na fase de pontos, com 22 vitórias e 6 derrotas, porém, terminou em terceiro lugar nas eliminatórias. Para a etapa de verão, a Invictus Gaming conseguiu subir o segundo time da organização, a iG Young, para disputar o torneio. No entanto, os dois times não conseguiram bons resultados, com o elenco principal figurando o meio da tabela e o segundo time sendo rebaixado. Na etapa de primavera de 2014, a IG conseguiu disputar a final do campeonato, perdendo para a Edward Gaming por 3 a 0.
O time viveu um jejum de bons resultados até 2018, quando foi disputar o Rift Rivals e, junto com outros três times, ajudou a região da China vencer o torneio. Na etapa de verão da League of Legends Pro League (LPL) de 2018, perdeu a final para a Royal Never Give Up. Por meio de seus bons resultados na temporada, a IG realizou pontos o suficiente para a segunda vaga da China no Campeonato Mundial. Durante o torneio, a IG passaria pela fase de grupos na segunda colocação perdendo somente uma partida para a Fnatic. Nas quartas de final, impediu a virada da KT Rolster por 3 a 2, o que muitos fãs diziam ter sido uma final antecipada. Na semifinal e na final, venceu as duas séries sem muita dificuldade por 3 a 0, se vingando da Fnatic na última e se tornando a primeira campeã mundial chinesa. O time ainda conquistou a etapa de inverno da Demacia Cup em dezembro daquele ano.

A IG venceu sua primeira LPL ao voltar do Campeonato Mundial, na etapa de primavera de 2019. A equipe disputou seu primeiro Mid-Season Invitational chegando como uma das favoritas à vencer o torneio, mas decepcionando ao cair nas semifinais para a Team Liquid por 3 a 1. O time não fez uma boa campanha na etapa de verão da LPL, mas conseguiu por meio das Finais Regionais se classificar para o Campeonato Mundial de 2019, onde caiu nas semifinais para a eventual campeã FunPlus Phoenix.